# Antechinus yuna
Antechinus yuna — викопний вид кволових. Рештки знайдено у східно-центральному Квінсленді. Це відносно великий вид. Характеризується слабо розвиненими або відсутніми задніми виступами навколо основи коронки на М1-3, відсутністю метаконусів (три задні гострі виступи на молярах примітивних тварин) на М4, і великі задньо-внутрішні гострі кінчики нижніх молярів на М1-3. Стоматологічна морфологія дозволяє припустити, що вид A. yuna був близьким родичем збереженого Antechinus leo. У часи пізнього плейстоцену A. yuna був замінений Antechinus flavipes.